# Chelosphargis advena
Genre
Espèce
Synonymes
- Protostega advena Hay, 1906

Chelosphargis advena est une tortue marine préhistorique, de la famille des Protostegidae, qui vivait en Amérique du Nord durant le Crétacé. C'est l'unique espèce du genre Chelospargis.

## Description
Chelosphargis advena a été décrite en 1906 par Oliver Perry Hay, sous le nom de Protostega advena. Rainer Zangerl en reprendra la description plus tard, en créant pour l'espèce le genre Chelosphargis. L'espèce est notamment connue par un grand nombre de fossiles de juvéniles, découverts dans le Kansas.
Cette tortue présentait de nombreux caractères permettant de la placer au sein de la famille des Protostegidae, notamment au niveau de la symphyse du maxillaire inférieur, caractère partagé notamment avec les genres Archelon et Protostega.
Par certains aspects, le crâne rappelle plus celui des Cheloniidae (les tortues marines actuelles, comme la Tortue verte) que celui de la Tortue luth, pourtant considérée comme le plus proche parent encore en vie des Protostegidae.
Chelosphargis advena présente certaines caractéristiques assez primitives, et a longtemps constitué l'espèce la plus primitive connue de la famille des Protostegidae, jusqu'à la découverte des genres Santanachelys et Terlinguachelys.
Les fossiles montrent la présence de plaques dermiques au niveau du crâne. Comme chez tous les Protostegidae, et comme chez la Tortue luth actuelle, la carapace est allégée. Les juvéniles présentent de larges fontanelles entre les plaques costales, qui tendent à diminuer chez les spécimens adultes.

## Sources
- (en) Rainer Zangerl, The Vertebrate Fauna of the Selma Formation of Alabama, 1953